# زندگی به عنوان یک خانه
زندگی به عنوان یک خانه (به انگلیسی: Life as a House) زندگی به عنوان یک خانه فیلم ۲۰۰۱ آمریکایی است که توسط اروین وینکلر ساخته شده و کارگردانی شده است.فیلمنامه مارک اندروس بر روی یک مرد است که مشتاق اصلاح رابطه خود با همسر سابق و پسر نوجوانش است متمرکز است.